# Masalia depicta
Masalia depicta là một loài bướm đêm trong họ Noctuidae.